# Lycium chinense
Lycium chinense Mill. è un arbusto caducifoglio appartenente alla famiglia Solanaceae.
I frutti di questa specie, al pari dei frutti di Lycium barbarum, sono noti con il nome commerciale di "bacche di goji".
Viene coltivata principalmente in Giappone, Cina, a Giava e alle Hawaii. In Europa viene utilizzata come pianta ornamentale.